# Burmistrzowie Bogoty

## BurmistrzowieBogoty
- 1910–1911, Javier Tobar Ahumada
- 1911 - 1913, Manuel María Mallarino
- 1913 - 1914, Emilio Cuervo Márquez
- 1914 - 1917, Andrés Marroquín Osorio
- 1917, Raimundo Rivas
- 1917 - 1918, Gerardo Arrubla
- 1918 - 1920, Santiago de Castro
- 1920, Tadeo de Castro
- 1920, Cenón Escobar
- 1920 - 1925, Ernesto Sánz de Santamaría
- 1925, Leonidas Ojeda
- 1925 - 1926, José Posada Tavera
- 1926 - 1929, José María Piedrahita
- 1929, Luis Borrero Mercado
- 1929, Luis Augusto Cuervo
- 1929, Alfonso Robledo
- 1929 -1930, Hernando Carrizosa
- 1930, Luis Carlos Páez
- 1930 - 1931, Enrique Vargas Nariño
- 1931, Francisco Umaña Bernal
- 1931, Enrique Vargas Nariño
- 1931 - 1933, Luis Patiño Galvis
- 1933 - 1934, Alfonso Esguerra
- 1934 - 1935, Julio Pardo Dávila
- 1935, Diego Montaña Cuéllar
- 1935, Jorge Merchán
- 1935 - 1936, Carlos Arango Vélez
- 1936, Francisco José Arévalo
- 1936 - 1937, Jorge Eliécer Gaitán
- 1937, Gonzalo Restrepo
- 1937 - 1938, Manuel Rueda Vargas
- 1938, Gustavo Santos
- 1938 - 1941, Germán Zea Hernández
- 1941, Julio Ortiz Márquez
- 1941 - 1942, Julio Pardo Dávila
- 1942 - 1944, Carlos Sanz de Santamaría
- 1944, Jorge Soto del Corral
- 1944 - 1945, Gabriel Paredes
- 1945, Juan Pablo Llinás
- 1945 - 1946, Ramón Muñoz Toledo
- 1946 - 1947, Juan Salgar Martín
- 1947, Ramón Muñoz Toledo
- 1947, Juan Salgar Martín
- 1947 - 1948, Francisco Arévalo
- 1948, Manuel de Vengoechea
- 1948, Fernando Mazuera Villegas
- 1948, Carlos Reyes Posada
- 1948, Fernando Mazuera Villegas
- 1948 - 1949, Fernando Mazuera Villegas
- 1949, Carlos Reyes Posada
- 1949, Gregorio Obregón
- 1949, Marco Tulio Amaya
- 1949 - 1952, Santiago Trujillo
- 1952–1953, Manuel Briceño Pardo
- 1953, José J. Rodríguez Mantilla
- 1953 - 1954, Julio Cervantes
- 1954 - 1955, Roberto Salazar Gómez
- 1955 - 1957, Andrés Rodríguez Gómez
- 1957 - 1958, Fernando Mazuera Villegas
- 1958 - 1961, Juan Pablo Llinás
- 1961 - 1966, Jorge Gaitán Cortés
- 1966 - 1969, Virgilio Barco Vargas
- 1969 - 1970, Emilio Urrea Delgado
- 1970 - 1973, Carlos Albán Holguín
- 1973 - 1974, Anibal Fernández de Soto
- 1974 - 1975, Alfonso Palacio Rudas
- 1975 - 1976, Luis Prieto Ocampo
- 1976 - 1978, Bernardo Gaitán Mahecha
- 1978 - 1982, Hernando Durán Dussán
- 1982 - 1984, Augusto Ramírez Ocampo
- 1984 - 1985, Hisnardo Ardila Díaz
- 1985 - 1986, Diego Pardo Koppel
- 1986, Rafael de Zubiría
- 1986 - 1988, Julio César Sánchez
- 1988 - 1990, Andrés Pastrana Arango
- 1990 - 1992, Juan Martín Caicedo Ferrer
- 1992 - 1995, Jaime Castro
- 1995 - 1996, Antanas Mockus Sivickas
- 1996 - 1997, Paul Bromberg
- 1997 - 2000, Enrique Peñalosa Londoño
- 2001–2003, Antanas Mockus Sivickas
- 2004–2007, Luis Eduardo Garzón
- 2008–2011, Samuel Moreno Rojas
- 2012–2015, Gustavo Petro
- 2016 - obecnie, Enrique Peñalosa Londoño